# Alfena
Alfena oder São Vicente de Alfena ist eine Gemeinde und Stadt (port: Cidade) im Norden Portugals.

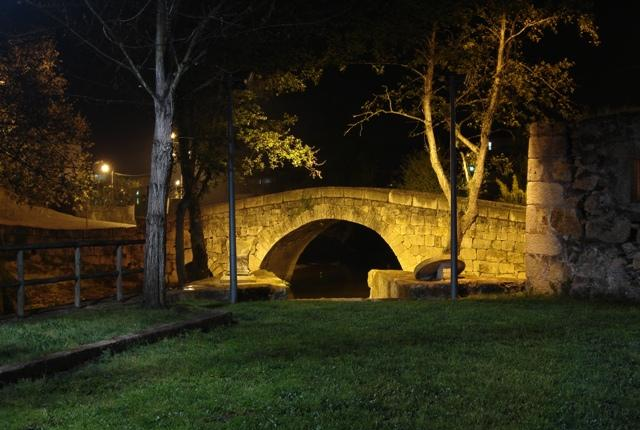
Ponte de São Lázaro

Alfena gehört zum Kreis Valongo im Distrikt Porto, erstreckt sich über eine Fläche von 11,1 km² und hat 14.438 Einwohner (Stand 19. April 2021).